# All Sport
All Sport (Libris 1325709) var en svensk idrottstidning som gavs ut av Edwin Ahlqvist under perioden 1945-1967.  Det var en reportagetidning med mycket bilder, vilket var en nyhet för svenska idrottstidningar. De första numren 1945 kom ut som B-upplaga till Rekordmagasinet. Från 1950 till 1967 kom den ut som månadstidning. Upplagan ökade under de första åren till 60 000 exemplar och senare till 80 000, med toppar på 100 000 vid större idrottshändelser som OS, VM och Ingemar Johanssons boxningsmatcher.